# 파시스트 이탈리아 (1922년~1943년)
파시스트 이탈리아는 1922년부터 1943년까지 베니토 무솔리니가 이탈리아의 총리를 수행하고 국가 파시스트당이 집권하던 시기의 이탈리아 왕국을 의미한다. 이탈리아 파시스트는 전체주의적인 통치를 시행하며 정치, 사회적 반대파를 숙청함과 동시에 경제의 현대화, 전통적 사회가치 지지, 로마 가톨릭교회와의 관계 회복 정책을 수행했다.
1996년 파이네에 따르면 "파시스트 이탈리아는 뚜렷하게 구분되는 몇 개의 단계를 거쳐갔다"고 말했다. 제1기(1922-1925년)는 "합법적으로 조직된 행정부 독재정권"이었지만 명목상으로는 의회체제의 연속이라고 말했다. 제2기(1925-1929년)는 "파시스트적인 독재체제가 제대로 구축되는 시기"였다. 제3기(1929-1935년)는 외교정책에서 대외 간섭주의가 줄어든 시기다. 제4기(1935-1940년)는 제2차 이탈리아-에티오피아 전쟁의 발발, 국제연맹과의 대립과 제재, 폐쇄경제로의 변화, 이탈리아의 알바니아 침공, 강철 조약 체결 등 공격적인 외교정책을 펼친 시기다. 제5기(1940-1943년)는 군사적 패배로 끝난 제2차 세계 대전 참여기이며 마지막 제6기(1943-1945년)는 독일이 지배하는 이탈리아 사회공화국 시기다.
이탈리아는 제2차 세게 대전 당시 추축국의 일원으로 여러 전선에서 전투를 벌이며 초기에는 승전을 거뒀다. 하지만 아프리카에서 독일과 이탈리아가 패배하고 동부 전선에서 소련이 승기를 잡으며 연합군이 시칠리아섬에 상륙하자 비토리오 에마누엘레 3세는 무솔리니 내각을 붕괴시키고 체포했다. 이후 수립된 신정부는 1943년 9월 연합국과의 휴전을 체결했다. 한편 나치 독일은 이탈리아 북부를 장악하고 무솔리니를 구출하여 무솔리니와 파시스트 충성파가 이끄는 독일의 괴뢰국인 이탈리아 사회공화국을 세웠다.
이때부터 이탈리아는 내전에 돌입했고, 독일과 이탈리아 사회공화국 세력에 맞서 대규모의 레시스텐자가 게릴라전을 계속했다. 무솔리니는 1945년 4월 28일 저항군에게 생포되어 처형당했으며 다음 날 이탈리아의 적대행위가 종식되었다. 종전 직후 시민들의 불만으로 이탈리아 왕국은 국가 정치체제를 공화국으로 전환할 지, 군주제를 유지할 지에 대한 국민투표를 시행했고 국민투표 결과를 바탕으로 군주제를 해체하고 이탈리아 공화국을 수립했다.

## 문화와 사회
이탈리아의 파시스트 정권은 집권한 후 일당 국가가 되고 파시즘을 삶의 모든 측면에 통합하는 방향으로 나아갔으며, 이탈리아 전체주의 국가는 1935년 파시즘의 교리에서 공식적으로 선언되었다. 
파시스트 국가의 개념은 포괄적이다. 국가의 개념 밖에서는 인간적 또는 영적 가치가 존재할 수 없다. 이러한 해석은 파시즘은 전체주의적이며, 모든 가치를 포괄하는 전체이자 단위인 파시스트 국가는 국민의 삶 전체를 해석하고, 발전시키고, 강화한다.
— 《파시즘의 선언》, 1935

## 같이 보기
- 이탈리아의 파시스트-반파시스트 충돌 (1919-1926년)
- 이탈리아 파시즘
- 무솔리니 내각

## 추가 읽기
- Alonso, Miguel, Alan Kramer, and Javier Rodrigo, eds. Fascist Warfare, 1922–1945: Aggression, Occupation, Annihilation (Palgrave Macmillan, 2019).
- Baer, George W. Test Case: Italy, Ethiopia, and the League of Nations (Hoover Institution Press, 1976).
- Bessel, Richard, ed. Fascist Italy and Nazi Germany: comparisons and contrasts (Cambridge University Press, 1996).
- Blinkhorn, Martin. Mussolini and fascist Italy (Routledge, 2006).
- Bosworth, R.J.B.  Mussolini's Italy: Life Under the Dictatorship 1915–1945. (2006)
- Brendon, Piers. The Dark Valley: A Panorama of the 1930s (2000) 126–148, 307–331, 549–575 online.
- Caprotti, Federico. Mussolini's Cities: Internal Colonialism in Italy, 1930–1939, (Cambria Press. 2007).
- Celli, Carlo. Economic Fascism: Primary Sources on Mussolini's Crony Capitalism. (Axios Press, 2013)
- De Grazia, Victoria. How fascism ruled women: Italy, 1922–1945 (Univ of California Press, 1992).
- De Grazia, Victoria. The culture of consent: mass organisation of leisure in fascist Italy (Cambridge University Press, 2002).
- De Felice, Renzo. The Jews in Fascist Italy: A History (Enigma Books, 2015).
- Gallo, Max. Mussolini's Italy: Twenty Years of the Fascist Era (Routledge, 2019).
- Gooch, John. Mussolini's War: Fascist Italy from Triumph to Collapse, 1935–1943 (Penguin UK, 2020).
- Kallis, Aristotle. Fascist Ideology. (Routledge, 2000).
- Larebo, Haile. "Empire building and its limitations: Ethiopia (1935–1941)." in Italian Colonialism (Palgrave Macmillan, New York, 2005) pp. 83–94.
- Luzzatto, Sergio. "The political culture of Fascist Italy." Contemporary European History 8.2 (1999): 317–334.
- Migone, Gian Giacomo. The United States and Fascist Italy: The Rise of American Finance in Europe (Cambridge University Press, 2015).
- Rodrigo, Javier. Fascist Italy in the Spanish Civil War, 1936–1939 (Routledge, 2021).
- Schmitz, David F. The United States and fascist Italy, 1922–1940 (1988) online
- Smith, Denis Mack. Mussolini: A Biography (1982).
- Thompson, Doug, and Aron Thompson. State control in fascist Italy: culture and conformity, 1925–43 (Manchester University Press, 1991).
- Tollardo, Elisabetta. Fascist Italy and the League of Nations, 1922–1935 (Palgrave Macmillan UK, 2016).
- Whittam, John. Fascist Italy (Manchester University Press, 1995).